# Горема
Горема ( турски:   ; Старогрчки : Κοραμα, Корама ), смештен међу каменим формацијама  "димњака као из бајке", је град у Кападокији, историјској регији Турске. Налази се у провинцији Невсехир у централној Анатолији и има око 2.000 становника. 
Ранија имена града била су Корама, Матиана, Мачан или Мачан и Авцилар.  Када је долина Гореме у близини проглашена за важно туристичко одредиште, "центар" за целокупни туризам у Кападокији, назив града је из практичних разлога промењен у Гореме. Међу историјски важним локалитетима Гореме су цркве Безирхане, Дурмус Кадир, Ортахане и Иусуф Коц, осим богато украшене Токали Килисе, Јабучна црква, као и бројне куће и голубарске куће урезане у камене формације у граду. 

## Историја
Није познато када је Горемa први пут биla насељенa, али познато је да је насеље настало током Хетитске ере, између 1800. и 1200. године пре нове ере.  Током векова, локација је била централна између ривалских царстава, као што су Хурри - Митанни, Хетитско царство, Средње Асиријско Царство, Нео Асиријско Царство, Персијско Ахеменидско царство и Грчко царство Селеукида, што је довело домаће људе да се увуку у стене да би избегли политичке немире. Током римске ере то подручје је припало хришћанима који су се повлачили из Рима.  Хришћанство је превладавало као главна религија у региону, што је видљиво из многих камених цркава које се и данас могу видети. 

## Национални парк
Национални парк Гореме додан је на УНЕСКО- ову листу светске културне баштине 1985. 

## Галерија
- Поглед на део долине
- Детаљ православне цркве
- Димњаци као из бајки
- Димњаци као из бајки